# ایلین پیج
ایلِین پیج (انگلیسی: Elaine Paige؛ زاده ۵ مارس ۱۹۴۸) خواننده و هنرپیشهٔ اهل انگلستان است. وی از سال ۱۹۶۴ میلادی تاکنون مشغول فعالیت بوده‌است.